# زمین‌لرزه ۱۹۹۹ معدن هکتور
زمین‌لرزه معدن هکتور  در تاریخ ۱۶ اکتبر ۱۹۹۹ میلادی، برابر با ‎۲۴ مهر ۱۳۷۸، ساعت ۹:۴۶:۴۴ به زمان یوتی‌سی در کالیفرنیا ، منطقه شهرستان سان‌برناردینو رخ داد. ژرفای این زلزله ۵٫۱ کیلومتر بود، و بزرگی آن ۷٫۱ در مقیاس Mw و بیشینهٔ شدت آن در مقیاس مرکالی VII (Very Strong)‎ اعلام شده‌است. زمین‌لرزه به وقت محلی در روز شنبه، ساعت ۱ روی داده و منطقه زمانی آن یوتی‌سی -۸ بوده‌است (با لحاظ تغییر ساعت تابستانی).
سازمان زمین‌شناسی آمریکا نیز رومرکز این زمین‌لرزه را در مختصات ۳۴°۳۵′۳۸″شمالی ۱۱۶°۱۶′۱۶″غربی / ۳۴٫۵۹۴°شمالی ۱۱۶٫۲۷۱°غربی گزارش کرده‌است. بزرگی برگزیدهٔ این سازمان از میان بزرگیهای محاسبه‌شدهٔ مختلف ۷٫۲ در مقیاس Mw بوده و از دید اثر، در میان چهار دسته‌بندی «نامحسوس»، «محسوس»، «زیان‌آور» یا «با تلفات»، زلزله را «با تلفات» اعلام کرده‌است.
پروژهٔ «تنسور گشتاور مرکزوار» زاویه‌های (راستا، شیب، ریک) گسل سازندهٔ زمین‌لرزه و صفحه عمود بر آنرا (°۳۳۶، °۸۰، °۱۷۴) یا (°۶۷، °۸۵، °۱۰) و نوع گسل را «امتدادلغز» فرارسانده‌است.
زمین‌لرزه هیچ کشته‌ای نداشته و شمار زخمیان ۴ نفر برآورده شده‌است.